# جاي بوثرويد
جاي بوثرويد (بالإنجليزية: Jay Bothroyd) مواليد 7 مايو 1982 في إنجلترا، هو لاعب كرة قدم إنجليزي يلعب مع جوبيلو إيواتا كمهاجم. مثّل منتخب إنجلترا لكرة القدم.

## مرحلة الشباب

### أندية لعب لها
- نادي آرسنال

## المسيرة الاحترافية

### أندية لعب لها
- كوفنتري سيتي
- نادي بيروجيا
- نادي تشارلتون أتلتيك
- وولفرهامبتون واندررز
- كارديف سيتي
- كوينز بارك رينجرز
- نادي موانغ ثونغ يونايتد
- جوبيلو إيواتا

## روابط خارجية
- جاي بوثرويد على موقع الاتحاد الأوربي (الإنجليزية)
- جاي بوثرويد على موقع رابطة كرة القدم اليابانية للمحترفين (اليابانية)
- جاي بوثرويد على موقع قاعدة بيانات كرة القدم.إي يو (الإنجليزية)
- جاي بوثرويد على موقع ليكيب (الفرنسية)
- جاي بوثرويد على موقع ناشيونال فوتبول تيمز (الإنجليزية)
- جاي بوثرويد على موقع Soccerbase.com (لاعب) (الإنجليزية)
- جاي بوثرويد على موقع Soccerway.com (الإنجليزية)
- جاي بوثرويد على موقع عالم كرة القدم.نت (الإنجليزية)